# Bathyepsilonema drygalskii
Bathyepsilonema drygalskii is een rondwormensoort uit de familie van de Epsilonematidae. De wetenschappelijke naam van de soort is voor het eerst geldig gepubliceerd in 1931 door Steiner.